# Kuća Mrkonjić u Zmijavcima
Kuća Mrkonjić, u selu Zmijavcima, Domovinskog rata 83, zaštićeno kulturno dobro.

## Opis dobra
Kuća Mrkonjić smještena u zaseoku Mrkonjići u Zmijavcima, građena je u slogu tradicijske arhitekture 18. i 19. stoljeća. Kuća se sastoji od dvije stambene katnice u nizu, pravokutnog tlocrta s dvostrešnim krovom. Na glavnom pročelju je kamena balatura za pristup na kat s nadsvođenim ulazom u konobu. Osobitost kuće Mrkonjić su čelinke za čiju je gradnju korištena debljina zidova. Leto (ulaz za pčele) nalazi s na vanjskom zidu kuće, a u unutrašnjosti prostorija su drvena vratašca koja su se otvarala zbog vađenja saća. Do 80-tih godina prošlog stoljeća obitelj Mrkonjić čuvala je pčele na ovakav način.

## Zaštita
Pod oznakom Z-3853 zavedena je kao nepokretno kulturno dobro - pojedinačno, pravna statusa zaštićena kulturnog dobra, klasificirano kao "stambene građevine".